# تحلیل‌گر طیف
تحلیلگر طیف (به انگلیسی: spectrum analyzer) یا طیف‌نما سیگنال را در حوزه فرکانس بررسی کرده و دامنهٔ هریک از فرکانس‌ها را برای آن سیگنال نشان می‌دهد. منظور از طیف در این عبارت، طیف فرکانسی است.
از استفاده‌های آن این است که می‌توان توان سیگنال‌هایی که مقدار آنها را در حوزه زمان می دانیم یا نمی دانیم اندازه گرفت.
نوع خاصی از این دستگاه به این صورت عمل می‌کند که ابتدا سیگنال را در حوزه زمان دریافت می‌کند سپس از آن تبدیل سریع فوریه گرفته و آن را در حوزه فرکانس نشان می‌دهند.